# جاده ۲ کنتیکت
جاده ۲ کنتیکت (انگلیسی: Connecticut Route 2) جاده‌ای به طول ۹۳/۹۳ کیلومتر است که  شهرستان هارتفورد و شهرستان نیو لندن را به هم وصل می‌سازد.